# 会津若松市立第四中学校
会津若松市立第四中学校（あいづわかまつしりつ だいよんちゅうがっこう）は、福島県会津若松市にある公立中学校。

## 概要
「あいづっこ宣言」を元に「若松の伸びゆく姿を校風に未来へ羽ばたく四中生」を柱にしており、平成25年度には、「会津若松市立第四中学校　生徒心得七ヶ条」が制定された。なお、この「生徒心得七ヶ条」は、全校集会（いわがねタイムともいう）にて生徒会役員を筆頭とし、唱和している。
ボランティア活動が盛んである。今では「誇りを持ち自慢のできる学校」を目指している。また、各学年ごとに、愛郷活動を行い登校中のゴミ拾いなどにも取り組んでいる。
近年、同地区の進学校である福島県立会津高等学校や福島県立葵高等学校への進学率が同市内でも高い。

## 沿革
- 1947年 - 創立
- 1983年 - 現在地に移転

## 部活動
- 運動部
  - 陸上競技
  - 野球
  - サッカー
  - バレーボール
  - 卓球
  - バスケットボール
  - バドミントン
  - 体操
  - 新体操
  - 薙刀（なぎなた）
  - 水泳
  - 柔道
  - 剣道
  - ソフトボール
  - 軟式テニス
- 文化部
  - 吹奏楽
  - 総合研究
  - 合唱
  - 美術

合唱部・吹奏楽部は全国大会、剣道部・体操部・野球部は東北大会にまで出場している。水泳部は平成17年度にリレーにおいて東北大会で優勝をしている。合唱部は、平成24年度に、第79回NHK全国学校音楽コンクール全国コンクールに出場、金賞を受賞し、初の日本一となった。

## 通学区域
以下の小学校の通学区域。
- 会津若松市立城西小学校
- 会津若松市立小金井小学校（西年貢一丁目1〜4、西年貢二丁目1〜4、 5（17、21〜30を除く）、6〜8の区域を除く。但しこれらの区域も第四中の選択は可能）[1]

## 著名な出身者
- 佐藤敦之（陸上競技選手）
- 早川広中（元会津若松市市長）
- 保志総一朗（アーツビジョン所属声優）
- 愛花（viviモデル）
- 栗村凌